# Heerlijkheid Groningen

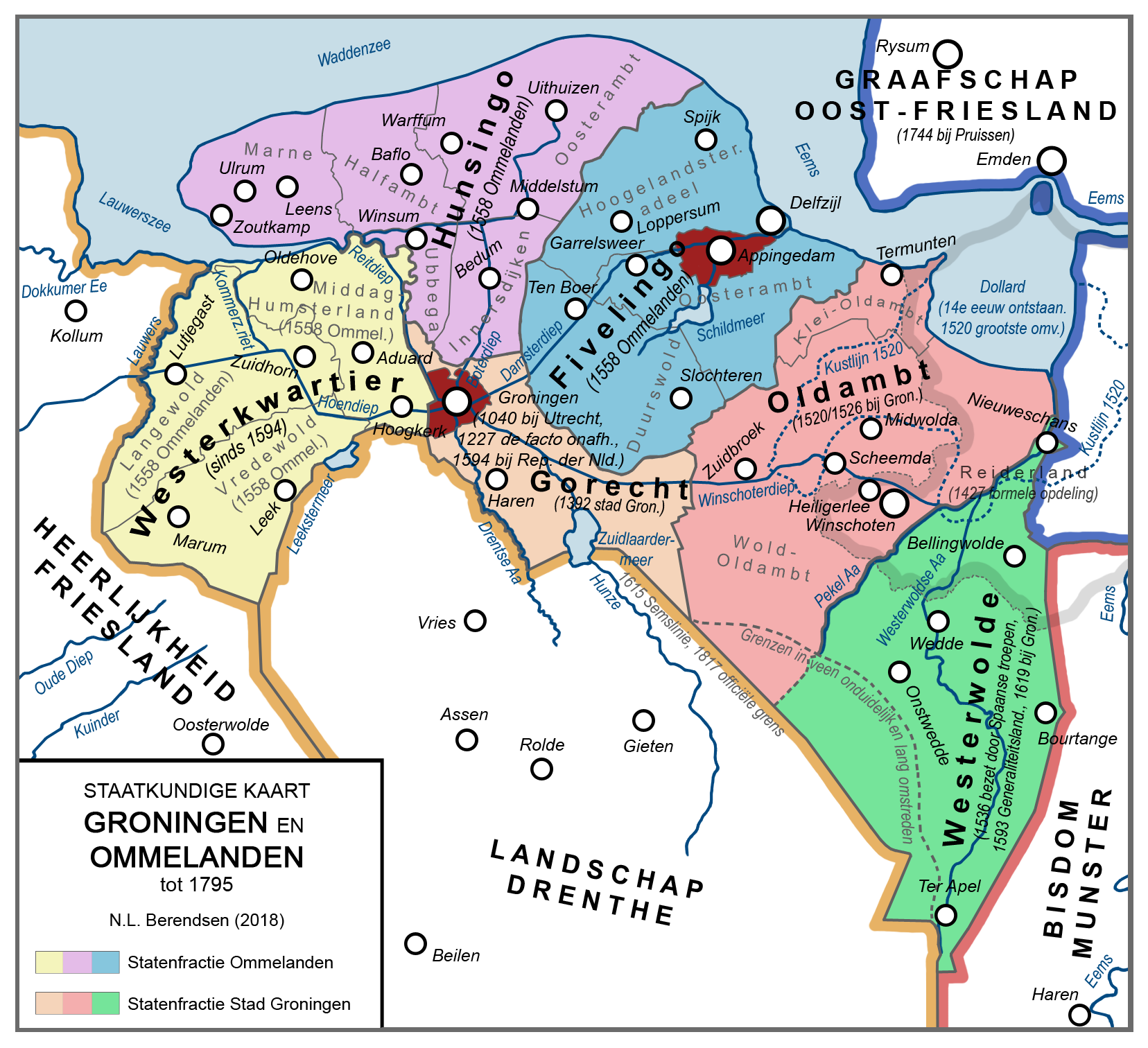
Staatkundige indeling

De heerlijkheid Groningen was de bestuursvorm van Groningen van 1536 tot 1594 (1595); de Habsburgse regering (sinds 1556 Spaans-Habsburgs) bleef haar zo noemen tot 1648.

## Geschiedenis

### Voorgeschiedenis
De stad Groningen had zich al in de 12e eeuw vrijgemaakt van de formele landsheer, de bisschop van Utrecht. De Ommelanden hadden nimmer een heer erkend, zij beriepen zich steeds op de Friese Vrijheid. Elk gebied onder de heerschappij van een heer kan een heerlijkheid genoemd worden, maar het verschil met tientallen andere heerlijkheden was dat Groningen en de Ommelanden zelfstandige gebieden werden, zoals dat in de Nederlanden bijvoorbeeld ook het geval was met de heerlijkheid Mechelen.

### Karel V
Bij de vrede van Grave (1536) wordt de stad Groningen, eigenlijk het Gorecht, samen met de Ommelanden voor het eerst gezamenlijk als heerlijkheid Groningen onder het gezag van keizer Karel V geplaatst, overigens met behoud van rechten en vrijheden; Groningen maakte voortaan deel uit van de Habsburgse Hausmacht. De nieuwe provincie kreeg een bestuur, waarbij de positie van de stad dominant was. Een werkelijke eenheid werd de provincie echter niet. In 1548 werd Groningen overgeheveld naar de Bourgondische Kreits. 

### Nederlandse Opstand
Na zijn overlijden werd Karel V in de Nederlanden opgevolgd door zijn zoon Filips II. Die opvolging werd in Groningen in eerste instantie nauwelijks opgemerkt. De weerstand die het regime van Filips met name op godsdienstig gebied opriep was voor de Ommelanden een mogelijkheid om zich tegen de Stad af te zetten. Waar de stad zich nog wel kon vinden in de Pacificatie van Gent, moest zij weinig hebben van de Unie van Utrecht. De Ommelanden daarentegen zagen in de Unie een uitgelezen kans om zich van het stedelijke juk te bevrijden. Maanden later trad de stad Groningen ook toe.
Op 3 maart 1580 gebeurde wat in de traditionele geschiedenis ook wel het Verraad van Rennenberg wordt genoemd. De katholieke stadhouder George van Lalaing, graaf van Rennenberg, afkomstig uit Henegouwen en familie van de oprichter van de Unie van Atrecht, liep over naar de Spaanse partij. De ouderwetse geschiedschrijvers (die protestant waren) hebben het daarom over 'verraad', maar ongeveer twee derde van de Groningse bevolking steunde hem in zijn beslissing. Echter was Rennenberg ook stadhouder over Friesland en de Ommelanden, die bij de (protestantse) Unie van Utrecht waren aangesloten en niet wilden delen in de overloop naar Spaanse zijde. Bovendien waren er Overijssel en Drenthe waarover Rennenberg stadhouder was, die tot nu toe neutraal waren, maar zich zeker niet over wilden geven aan de Spanjaarden. Zo werd na een bemiddeling door Willem van Oranje besloten dat Rennenberg alleen de stad Groningen, Delfzijl en Coevorden kreeg voor Spanje. Toch was dat een goede aanvalsbasis voor het Spaanse leger en de Ommelanden en Drenthe werden spoedig veroverd.
De Staatsen heroveren het gewest tijdens de Groninger Schansenkrijg (1589-1594). Bij de Reductie van Groningen in 1594 wordt de heerlijkheid Groningen omgevormd tot Stad en Lande, een zelfstandige provincie van de Republiek der Verenigde Provinciën.
FG FD) Geheel of deels verloren aan Frankrijk 1659–1713; RG RD) Geheel of deels verloren aan de Republiek 1581–1715; V) Door vererving bij een andere kreits